# Sirpur
Sirpur là một mandal thuộc Asifabad, bang Telangana, Ấn Độ.